# グラキリケラトプス
グラキリケラトプス（Graciliceratops　「ほっそりとした角を持つ顔」の意味）は、白亜紀後期に現在のモンゴルに生息した角竜類恐竜の属の一つである。2000年に古生物学者ポール・セレノにより初めて記載された。部分的な骨格のみが発見されている。
タイプ種（および唯一の既知種）はGraciliceratops mongoliensis である。

## 分類
グラキリケラトプスは角竜類（Ceratopsia（古代ギリシャ語で「角のある顔」の意味））に属しており、このグループは約6600万年前に終了した白亜紀に北アメリカおよびアジアに生息したオウムのようなくちばしを持つ草食恐竜である。全ての角竜類は白亜紀末に絶滅している。

## 食性
グラキリケラトプスは他の全ての角竜類同様に草食であった。白亜紀には被子植物は生息地が限られており、これらの恐竜はこの時代に主流であったシダ類、ソテツ類、針葉樹を食べていた可能性が高い。角竜類の鋭いくちばしはこれらの葉を噛み千切るのに使用されていた。

## 大きさ
グラキリケラトプスは幼体に基づいており体長80 cm、体高40 cmで、成体ではおそらく体長2 mほどだったと推定される。後肢からは環境内で素早く移動することが出来たことが明らかである。

## 関連
- レプトケラトプス
- ミクロケラトゥス

## 参照
- Graciliceratops in Dinosaurier-info (in German)
- http://www.thescelosaurus.com/ceratopsia.htm